# Andante festivo (Sibelius)
Andante Festivo (JS34a) is een eendelige compositie van Jean Sibelius. Er zijn twee versies: de oorspronkelijke voor strijkkwartet en de bewerking voor strijkorkest.
Voor Sibelius’ doen klinkt de compositie optimistisch. Het stuk bevat elementen die lijken op het hoofdthema uit de 9e symfonie van Dvorak Uit de nieuwe wereld, met name de hymnische melodische frasen die in elkaar overlopen.

## Versie voor strijkkwartet
De oorspronkelijk versie voor strijkkwartet is geschreven in 1922 in opdracht ter gelegenheid van de viering van een 25-jarig jubileum van de Säynätsalo zaagfabriek nabij Jyväskylä, Finland (de originele opdracht was overigens het schrijven van een cantate). De eerste uitvoering vond plaats in Jyväskylä, op 28 december 1922.
In 1929, bij de bruiloft van Sibelius’ nicht Riitta Sibelius, werd het werk uitgevoerd door twee strijkkwartetten. Het is niet bekend of Sibelius nog wijzigingen aanbracht voor deze uitvoering.

## Versie voor strijkorkest
In de jaren dertig luisterde Sibelius veel naar de radio. Hij stoorde zich aan de slechte geluidsweergave van de toenmalige luidsprekers, waardoor hij het idee opvatte dat je voor radio misschien anders zou moeten componeren dan voor een liveconcert. Hij besloot dit in de praktijk te brengen toen zijn vriend Olin Downes, criticus van de New York Times, hem vroeg om een stuk te dirigeren op de radio bij wijze van Finse groet aan de wereld ter gelegenheid van de wereldtentoonstelling in New York. Hij bewerkte toen het Andante festivo tot een versie voor strijkers en pauken (1938). De première van deze versie was een rechtstreekse radio-uitzending op 1 januari 1939 gespeeld door The Radio Orchestra onder leiding van de componist zelf. Dat was de eerste en de laatste keer dat de 73-jarige Sibelius wilde dirigeren na een onderbreking van meer dan 10 jaar. Het is ook de enige bewaard gebleven opname van een orkestwerk van Sibelius onder leiding van de componist zelf.